# Thymelaea virgata
Thymelaea virgata är en tibastväxtart. Thymelaea virgata ingår i släktet sparvörter, och familjen tibastväxter.

## Underarter
Arten delas in i följande underarter:
- T. v. broussonetii
- T. v. virgata